# 2ª Divisione celere "Emanuele Filiberto Testa di Ferro"
La 2ª Divisione celere "Emanuele Filiberto Testa di Ferro" fu una grande unità del Regio Esercito, operante durante l'occupazione italiana dell'Albania e la seconda guerra mondiale.
Era una delle tre divisioni celeri del Regio Esercito, ovvero divisioni ibride inizialmente composte da due reggimenti di cavalleria (ognuno su due gruppi squadroni montati e uno squadrone mitraglieri, sempre montato), da un reggimento di bersaglieri ciclisti (poi autocarrati), da un reggimento di artiglieria su un gruppo ippotrainato da 75/27 Mod. 1912 e due gruppi motorizzati da 75/27 Mod. 1911, e da un gruppo corazzato su 61 carri del tipo CV33 e L6/40. Prive di una effettiva capacità operativa nel contesto di una guerra meccanizzata, le divisioni celeri videro un limitatissimo impiego operativo e vennero largamente riutilizzate per la costituzione di unità di altro tipo.
La 2ª Divisione celere operò principalmente nei territori occupati della Jugoslavia in azioni di contrasto alla Resistenza locale; nel maggio 1942 vennero stesi piani per trasformarla in divisione corazzata con la denominazione di 134ª Divisione corazzata "Freccia", ma la conversione non ebbe esito e l'unità fu quindi inviata nella Francia meridionale con funzioni di occupazione. L'unità fu sorpresa dall'armistizio di Cassibile nel settembre 1943 durante il suo trasferimento nella zona di Torino, capitolando in mano ai tedeschie  venendo sciolta il 12 settembre 1943.

## Storia

### Costituzione
La divisione venne costituita il 17 aprile 1930 a Bologna con la denominazione di 2ª Divisione celere, assumendo l'eredità ideale della 2ª Divisione di cavalleria del Veneto. La divisione assorbì nel suo organico, il 15 giugno dello stesso anno, il II Comando superiore di cavalleria (poi II Brigata di cavalleria), che inquadrava i reggimenti Cavalleggeri d'Aosta, Cavalleggeri Guide e Genova Cavalleria; nel 1931 venne invece aggiunta una componente di artiglieria, il 2º Reggimento artiglieria a cavallo su un gruppo (il I) ippotrainato e due gruppi (II ed il III) motorizzati.
Dal 1º gennaio 1934 la divisione venne intitolata in onore di Emanuele Filiberto di Savoia detto il "Testa di ferro", duca di Savoia nel XVI secolo e uno dei migliori condottieri di Casa Savoia, assumendo quindi la designazione di 2ª Divisione celere "Emanuele Filiberto Testa di Ferro" (E.F.T.F.); il nominativo venne esteso alla brigata di cavalleria, divenuta II Brigata celere E.F.T.F. e costituita dal 10º Reggimento "Lancieri di Vittorio Emanuele II", dal 5º Reggimento "Lancieri di Novara", dal 9º Reggimento "Lancieri di Firenze". La componente di fanteria venne basata sul 6º Reggimento bersaglieri ciclisti mentre quella corazzata sul II Gruppo carri leggeri "San Marco"; nel novembre del 1934 il Reggimento cavalleggeri di Novara viene scorporato per costituire la 3ª Divisione celere "Principe Amedeo Duca d'Aosta".
Il 1° febbraio 1938 il comando della II Brigata celere venne soppresso e tutti i reggimenti di cavalleria, unitamente ai bersaglieri e al gruppo carri, passarono alle dirette dipendenze del Comando di divisione; nel marzo dello stesso anno la divisione riceve in forza il reggimento Piemonte Reale Cavalleria e, fino al 31 luglio, anche il reggimento Genova Cavalleria. Il 7 aprile 1939 il VI Battaglione del 6º Reggimento bersaglieri, distaccato dall'organico della divisione, partecipò alle operazioni belliche dell'occupazione dell'Albania, sbarcando a San Giovanni di Medua e procedendo, nei giorni seguenti, all'occupazione delle altre di Beltoya e quindi della città di Tirana.

### La seconda guerra mondiale
Dopo l'entrata dell'Italia nella seconda guerra mondiale il 10 giugno 1940, la divisione venne inserita nella 6ª Armata e schierata fino al dicembre del 1940 con compiti difensivi sul confine con la Jugoslavia, tra Tricesimo e San Daniele del Friuli. Nel marzo del 1941 la divisione si vide sottrarre il Comando e il II e III Gruppo motorizzato del 2º Reggimento artiglieria celere, che vennero inviati in Africa Settentrionale; alla divisione rimase in forza quindi il solo I Gruppo ippotrainato. Dal 6 aprile 1941 l'unità partecipò all'invasione della Jugoslavia, raggiungendo Delnice, Ogulin e, il giorno 21, Korenica; nei mesi successivi la divisione venne impegnata in attività di rastrellamento e lotta antipartigiani in Croazia e Bosnia contro guerriglieri cetnici e serbi.
Rientrata in patria a luglio e dislocata nella zona di Villa del Nevoso, la divisione perse anche il I Gruppo artiglieria a cavallo, seguito poi il 20 gennaio 1942 dal 6º Reggimento bersaglieri trasferito alla 3ª Divisione celere "Principe Amedeo Duca d'Aosta"; il 10 marzo successivo anche i Lancieri di Firenze vennero sottratti all'organico dell'unitò per essere inviati in Albania. Tra ottobre e novembre la divisione venne inviata nuovamente in Jugoslavia per essere impegnata in un secondo ciclo di operazioni antipartigiane, operando nelle zone di Ogulin, Ripac e Slunj lungo il confin serbo-croato. Fece quindi di nuovo ritorno in patria, venendo dislocata prima a Ferrara e poi nella zona tra Mondovì e Saluzzo.

### Scioglimento
Le divisioni celeri si dimostrarono prive di una effettiva capacità operativa nel contesto di una guerra meccanizzata, trovando un limitatissimo impiego operativo e vedendo i propri reparti largamente riutilizzati per la costituzione di unità di altro tipo. Nel maggio del 1942 venne quindi avviato il progetto di trasformazione della 2ª Divisione celere in una divisione corazzata: l'unità assunse il nominativo di 134ª Divisione corazzata "Freccia" e come nuovo organico furono designati il 10º Reggimento "Lancieri di Vittorio Emanuele II" (trasformato in reggimento corazzato equipaggiato di carri M14/41), il 1º Reggimento bersaglieri e il 121º Reggimento artiglieria corazzata (basato su semoventi 75/34), oltre ai Lancieri di Montebello come raggruppamento esplorante corazzato.
La conversione non ebbe però seguito e, il 1º agosto 1942, l'unità riassunse il nominativo di 2ª Divisione celere E.F.T.F., ricevendo come organico il 1º Reggimento "Nizza Cavalleria", il "Genova Cavalleria" e il "Piemonte Reale Cavalleria", mentre il reggimento di artiglieria corazzato venne trasformato nel 134º Reggimento artiglieria motorizzato. Il Reggimento corazzato "Lancieri di Vittorio Emanuele II" passò alle dipendenze della costituenda 135ª Divisione corazzata "Ariete II".
Dopo un breve ritorno in Jugoslavia, il 13 novembre 1942 la 2ª Divisione celere venne assegnata al territorio d'occupazione italiano in Francia, schierata presidio della zona di Nizza e poi del settore Mentone-Draguignan e della costa tra Antibes e Saint-Tropez, sostituendo infine in dicembre la 58ª Divisione fanteria "Legnano" sulla fascia costiera tra Mentone e Antibes. Il 4 settembre 1943 la divisione iniziò le operazioni di rientro in patria, venendo raggiunta il 9 settembre nella zona di Torino dall'annuncio dell'avvenuto armistizio di Cassibile; per impedire i movimenti tedeschi verso Torino la divisione si dispose a difesa della città e delle valli Maira e Varaita, anche al fine di permettere il rientro dalla Francia delle altre unità del Regio Esercito. Sparpagliati nella zona tra Cuneo e il confine italo-francese, i reparti della divisione capitolarono poi nelle mani dei tedeschi e il 12 settembre 1943 la 2ª Divisione celere venne ufficialmente sciolta.

## Ordine di battaglia 1940/43
- 9º Reggimento "Lancieri di Firenze"
- 10º Reggimento "Lancieri di Vittorio Emanuele II"
- 6º Reggimento bersaglieri
- II Gruppo corazzato "San Marco" su carri CV33 e L6/40
- 2º Reggimento artiglieria celere E.F.T.F.
- XXV Battaglione genio
  - 102ª Compagnia genio
  - 2ª Compagnia genio mobile segnalazioni
  - 35ª Compagnia genio trasmissioni
- 72ª Sezione sanità
  - 175º Ospedale da campo
- 41º Gruppo mitraglieri
  - 212º Distaccamento mitraglieri
  - 264º Distaccamento mitraglieri
- 92ª Sezione sussistenza
- 262ª Sezione sussistenza
- 240ª Sezione CC.RR.
- 350ª Sezione CC.RR.

## Comandanti (1930-1943)
- Gen. D. Giambattista Dho (1930-32)
- Gen. D Vittorio Ambrosio (1932-33)
- Gen. D. Aldo Aimonino (1933-35)
- Gen. D. Cesare Bonati (1935-36)
- Gen. D. Claudio Trezzani (1936-38)
- Gen. D. Sebastiano Visconti Prasca (dicembre 1937 - 1938)
- Gen. B. Gervasio Bitossi (interim)
- Gen. D. Renzo Dalmazzo (1938-40)
- Gen. B. Furio Monticelli (interim)
- Gen. D. Gavino Pizzolato (10 giugno 1940 - 22 febbraio 1941)
- Gen. B. Carlo Ceriana-Mayneri (febbraio 1941 - luglio 1942)
- Col. Gian Carlo Ticchioni (interinale)
- Gen. B. Arturo Kellner Ongaro (interinale)
- Gen. B. Arturo Kellner Ongaro (interinale)
- Gen. B. Arturo Kellner Ongaro (interinale)
- Gen. D. Carlo Ceriana Mayneri
- Gen. B. Mario Badino Rossi (5 agosto 1942 - agosto 1943)
- Gen. B. Giuseppe Andreoli (8 agosto - 18 settembre 1943)